# José Miaja
José Miaja Menant (Oviedo, 20 aprile 1878 – Città del Messico, 14 gennaio 1958) è stato un generale e politico spagnolo.
Difese la Seconda repubblica spagnola e tra il 13 e il 25 marzo 1939 fu Presidente del Consiglio di Difesa Nazionale, di fatto l'ultimo Presidente dell'agonizzante governo repubblicano. Dopo la vittoria di Francisco Franco fu esiliato.

## Biografia
Entrò nell'accademia di fanteria di Toledo nel 1896. La sua prima destinazione furono le Asturie, successivamente fu trasferito a Melilla. Durante la guerra in Marocco ottenne il grado di maggiore nel 1911, fu promosso generale nel 1932. Sospettato di far parte dell'organizzazione di destra Unión Militar Española (UME), nel 1935, sotto il ministro Gil Robles, fu mandato a Lérida, una delle destinazioni assegnate ai militari che non godevano della piena fiducia del governo.
Nel luglio del 1936, all'inizio della ribellione militare che sfocerà nella Guerra civile spagnola, è al comando della 1ª Brigata di Fanteria, di guarnigione a Madrid. Molti dei suoi diretti subordinati sono implicati nel tentato golpe e anche lui inizialmente non adotta una posizione chiara, probabilmente perché la sua famiglia si trova in una delle zone controllate dai Nazionalisti (ribelli al governo). Ciononostante, decide di rimanere leale al governo e viene designato ministro della Guerra nel fugace gabinetto di Diego Martínez Barrio, dal 18 al 19 luglio 1936. Non accetta il medesimo incarico nel governo formato da José Giral.
Il 25 luglio 1936 è nominato Comandante in Capo delle Operazioni del Sud, e parte il 28 luglio da Albacete al comando di una forza di 5000 uomini con i quali raggiunge le porte di Cordova. A questo punto la sua indecisione gli fa perdere tempo e permette l'intervento dell'aviazione nazionalista che lo sconfigge il 5 agosto.
È trasferito a Valencia, dove prende il comando della 3ª Divisione Orgánica. A fine ottobre torna a Madrid come Comandante della 1ª Divisione Orgánica. Nel novembre del 1936, trasferito il governo a Valencia in previsione dell'avanzata delle truppe franchiste, fu nominato presidente della Junta de Defensa de Madrid. Con il tenente colonnello Rojo come Capo di Stato Maggiore, riesce a trattenere il nemico a Manzanares mediante feroci combattimenti nella Ciudad Universitaria, ottenendo grande popolarità tra il popolo madrileno. Comandante dell'Esercito del Centro (febbraio 1937) e del raggruppamento degli eserciti della zona Centro-Sud (aprile 1938), dirige la battaglia di Guadalajara e Brunete, divenendo uno dei militari repubblicani con maggior potere.
Partecipò alla ribellione contro il governo Negrín capeggiata dal colonnello Casado nel marzo del 1939, presiedendo il Consiglio di Difesa Nazionale. Non riuscendo a negoziare la pace con Franco, il 26 marzo 1939 andò in esilio in Algeria, all'epoca facente parte della Francia, e successivamente in Messico dove morì nel 1958.